# 松阪ショッピングセンターマーム

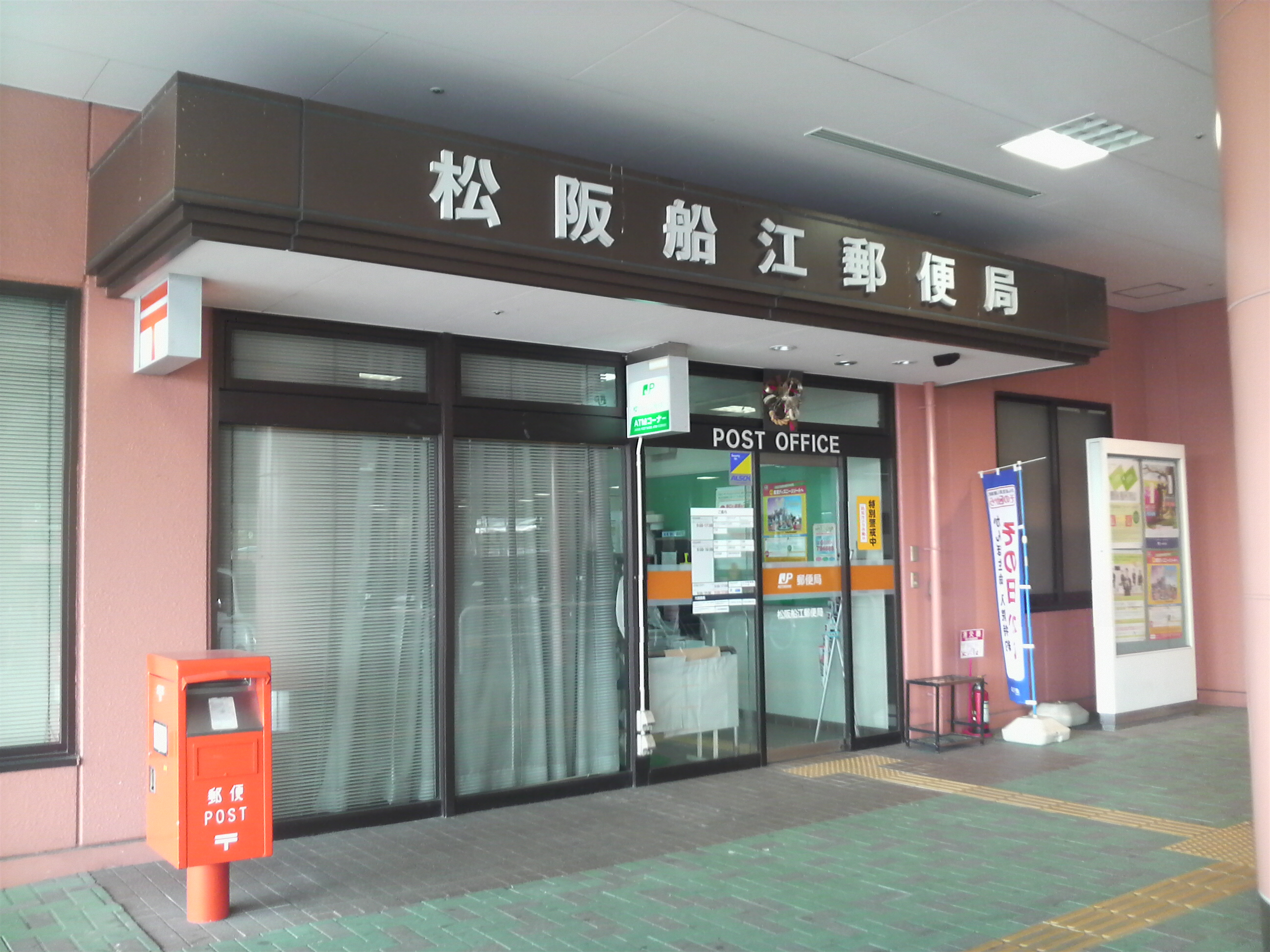
SC内にあった松阪船江郵便局（2009年2月21日撮影）

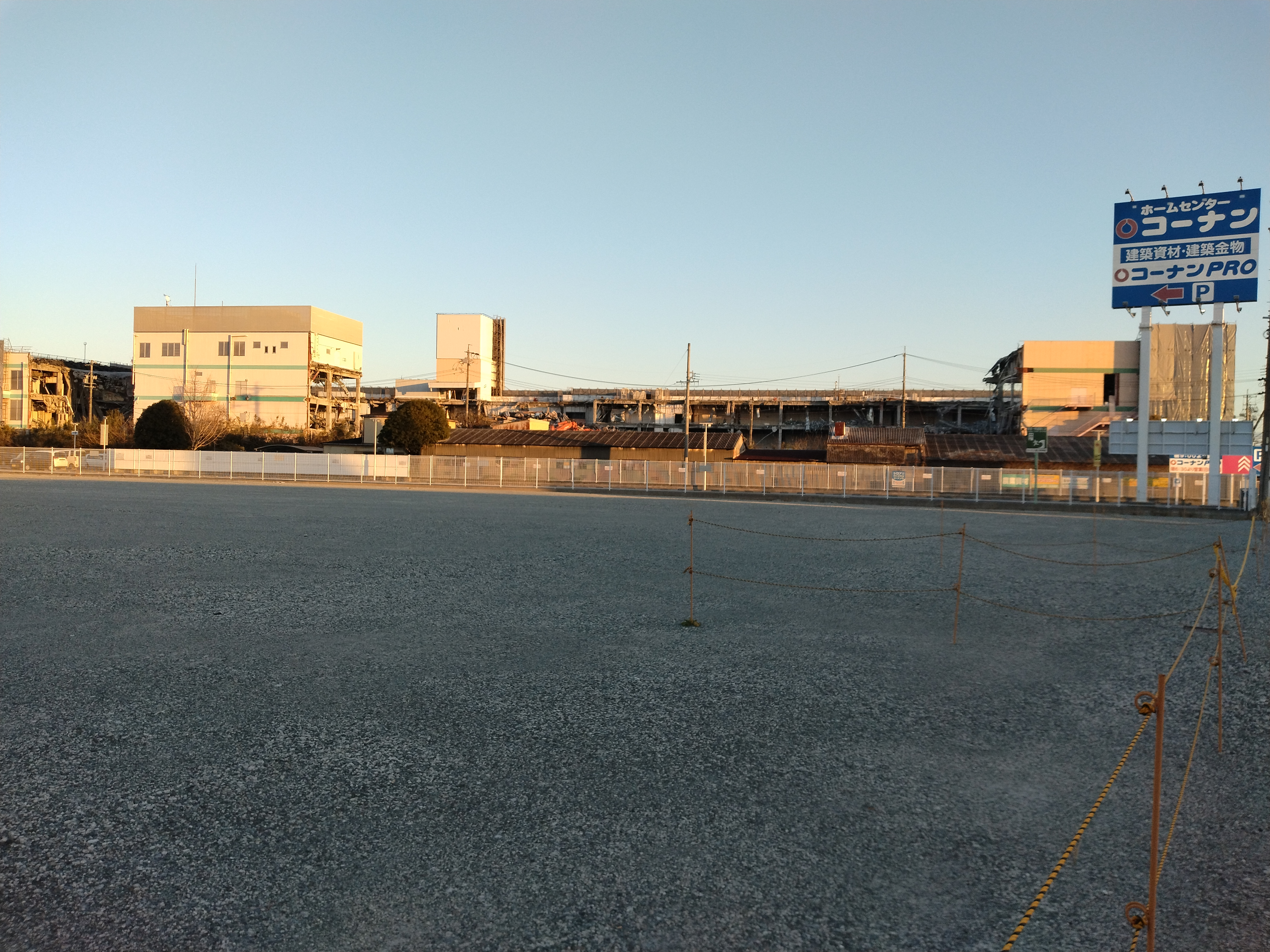
解体中のマーム

松阪ショッピングセンターマーム (まつさかショッピングセンターマーム) は、三重県松阪市にかつて存在したショッピングセンター。松阪マーム、ジャスコマーム、松阪ジャスコとも呼ばれていた。
建物の老朽化による建て替えのため、2022年1月31日でいったん営業を終え一時休業となった。敷地内で建て替えが行われており、2025年4月25日に「イオンタウン松阪船江」として全面開業した。

## 概要
イオンが開発し、イオンの100%子会社の松阪商業開発が運営していた。愛称であるマーム (MARM) とは「MAtsusaka（松阪）+Re (くりかえし) +Message (メッセージ)」の略で、「松阪に絶え間なく情報のメッセージを発信し続けるSC」を意味する。
- 建物構造：鉄骨・鉄筋コンクリート造 地上3階建 塔屋付き
- 店舗面積：25,777m2
- 駐車場：2,200台

店舗のロゴのフォントは、ACジャパンと同じ「Motter Ombra」を使用していた。

## 売場構成

### 休業前
2022年1月末の時点でイオン松阪店とその他の専門店22店があった（専門店4店は1月末までに営業終了）。イオン1階は「食品と暮らしのフロア」、2階は「ファッションと装いのフロア」、3階は「生活雑貨・子供と家電のフロア」となっていた。

### 休業後
2022年1月31日18時の営業終了後に一時休業に入ったが、三十三銀行松阪マーム支店は同年2月18日まで営業していた。また、休業後も松阪公民館や松阪船江郵便局は営業を継続していた。なお、イオン外商部は6月末にイオンモール明和に移転した。2022年4月からは新型コロナウイルスワクチン集団接種会場として利用された。
2023年10月、建設中の商業施設イオンタウン松阪船江に松阪公民館と松阪船江郵便局が移転した。

## 沿革
- 1992年10月27日 - 松阪ショッピングセンター「マーム」が開業する[6]。
- 2000年
  - 6月1日 - 食料品売場を展開していたフレックスアコレ（のちのマックスバリュ中部、現・マックスバリュ東海）松阪マーム店が閉鎖、7月14日にジャスコ松阪店が食料品売場の営業を引き継ぎ、新装開店する[7]。
  - 10月6日 - 店舗の西側部分を増築する工事が完了、新装開業する[8]。
- 2008年11月27日 - 夕方、ショッピングセンター裏側に設置しているFRP製受水槽の内部から死後1ヶ月程度経過していると見られる男性の死体が発見された。
- 2013年5月4日 - 三重県内のゆるキャラ10体が紅白に分かれて戦う「みえキャラ大運動会」を開催する[9]。
- 2022年1月31日 - 建物老朽化により松阪ショッピングセンターマームが一時休業となり、イオン松阪店及び専門店26店のうち22店が営業終了（専門店4店は1月末までに営業終了、専門店以外の公民館等は当面継続）[10][2]。
- 2022年11月16日 - イオンタウン株式会社が同日午前、2025年春、イオンタウン松阪船江を開業すると明らかにした。マームは2023年秋をめどに閉業し、この跡地に整備する。2階の松阪公民館は同所に同年秋に先行オープンする施設内に移転することが発表された[11]。
- 2023年10月 - 建設中の商業施設「イオンタウン松阪船江」に松阪船江郵便局が10日に、松阪公民館が11日に移転[3]。
- 2024年6月30日-解体作業終了。

## 交通アクセス
- 伊勢自動車道松阪インターチェンジより約15分
- 近鉄山田線松ヶ崎駅より徒歩約5分
- 三雲松阪線「松阪マーム」停留所下車

## 出来事
受水槽から死体
2008年11月27日の夕方、ショッピングセンター裏側に設置しているFRP製受水槽の内部から死後1ヶ月程度経過していると見られる男性の死体が発見された。この男性は11月1日から行方不明で自殺とみられている。ショッピングセンター側が11月8日に点検を行った際には異常は発見されなかったとされている。
発見直後にショッピングセンター側は警察と保健所に報告したとされている。11月28日および12月3日に夕刊三重が初めて報道した。
その後に上水道の使用を一時停止、水道水使用商品を撤去し、水道水使用テナントの営業を中止した。11月28日よりジャスコについては食品作業場・給水機・製氷機の洗浄・消毒を実施し、ペットボトル飲料水を使用し営業した。また、受水槽を清掃・消毒した上で、トイレのみ水道水を使用した。専門店についても設備・備品・器具の洗浄・消毒を実施、12月3日より公式ホームページにおいて事件の経過と水質に関する報告を行い、全館で営業を再開した。
非難を受け、ショッピングセンター側は対策として受水槽を撤去し新受水槽を設置することを決定し、12月8日より工事に着手、12月26日より新受水槽での給水を開始、また2009年1月5日より高架水槽および館内の給水管・水道設備も一新する工事を進め、1月29日より新しい給水設備を使って給水を開始した。
工事にかかった費用は約1億円、新旧の設備を切り替えるため1月28日に9年ぶりに休業した。